# 黄国材 (1931年)
黄国材（1931年8月—），男，安徽休宁人，中华人民共和国外交官，曾任中华人民共和国驻老挝人民民主共和国特命全权大使。